# Cyclothone pygmaea
Espèce
Statut de conservation UICN

 LC  : Préoccupation mineure
Cyclothone pygmaea est une espèce de poisson appartenant à la famille des Gonostomatidae.